# Roberts Putnis
Roberts Putnis (ur. 28 października 1976 w Alūksne) – łotewski dziennikarz, działacz społeczny i polityk, w latach 2018–2019 przewodniczący partii Postępowi. 

## Życiorys
W 2013 roku ukończył studia z dziedziny nauk politycznych na Wyższej Szkole Vidzeme w Valmierze, zaś cztery lata później został absolwentem studiów magisterskich z dziedziny mediów międzynarodowych oraz zarządzania kulturą w Łotewskiej Akademii Kultury.
W latach 2004–2008 sprawował funkcję przewodniczącego rady „Stowarzyszenia na Rzecz Otwartości DELNA”, które walczyło z korupcją na Łotwie. Przez długi okres mieszkał w Niemczech, gdzie należał do Socjaldemokratycznej Partii Niemiec i działał w lokalnej społeczności łotewskiej. Prowadził centrum obsługi klienta banku Parex w Monachium.  
Od 2015 do 2017 kierował Wydziałem Polityki Medialnej Ministerstwa Kultury Łotwy. W 2017 zaangażował się w działalność polityczną, zostając sekretarzem generalnym lewicowej partii Postępowi, następnie pełnił funkcję przewodniczącego ugrupowania. Był pierwszym szefem partii politycznej na Łotwie należącym do społeczności LGBT.
W 2005 zawarł związek partnerski z Dmitrijsem Markovsem, piętnaście lat później para wzięła ślub homoseksualny. W 2020 Roberts Putnis opuścił na stałe Łotwę, osiedlając się wraz z partnerem w Berlinie. Wycofał się jednocześnie z udziału w łotewskim życiu politycznym. Wiosną 2021 został wykluczony z partii.